# Michela Franco
Michela Franco (ur. 27 stycznia 1992 w Cirié) – włoska piłkarka, grająca na pozycji obrońcy.

## Kariera piłkarska

### Kariera klubowa
W 2008 rozpoczęła karierę piłkarską w ACF Torino. We wrześniu 2012 została zaproszona do Napoli Calcio Femminile. W sezonie 2013/14 występowała w ASD Riviera di Romagna, a potem zasiliła skład Cuneo Calcio Femminile. W lipcu 2017 przeniosła się do nowo utworzonego Juventusu Women.

### Kariera reprezentacyjna
23 września 2009 debiutowała w juniorskiej reprezentacji Włoch U-19 w meczu przeciwko Szwajcarom. W latach 2011–2012 broniła barw młodzieżowej reprezentacji U-20.

## Sukcesy i odznaczenia

### Sukcesy piłkarskie
Juventus Women
- mistrz Włoch: 2017/18, 2018/19
- zdobywca Pucharu Włoch: 2018/19